# Westenbrücke
Westenbrücke ist eine Ortschaft in Hückeswagen im Oberbergischen Kreis im Regierungsbezirk Köln in Nordrhein-Westfalen (Deutschland).

## Lage und Verkehrsanbindung
Westenbrücke liegt im südlichen Hückeswagen an der Grenze zu Wipperfürth. Nachbarorte sind Stahlschmidtsbrücke, Kobeshofen, Berbeck und Mühlenberg. Der Ort liegt im Tal der Wupper an einem Nebengraben des Flusses. Die B 237 zwischen Hückeswagen und Wipperfürth durchquert den Ort, in dem auch die Kreisstraße K5 nach Scheideweg abzweigt.

## Geschichte
In Westenbrücke sieht man nahe der Abzweigung der K5 neben der B 237 einen historischen Grenzstein, der die Grenze zwischen den Regierungsbezirken Düsseldorf und Köln markiert.
Der Fabrikant C.F.Schröder baute 1913 auf der Wiese zwischen der Straße nach Wipperfürth und der Wupper eine Gesenkschmiede. Die Fabrik bestand noch bis 1929. Das Waschhaus der Fabrik sowie das Grabensystem sind bis heute erhalten, ebenso die beiden Arbeiterwohnhäuser Westenbrücke 15 und 17, die C.F. Schröder errichten ließ.